# Pogonocherus pictus
Pogonocherus pictus är en skalbaggsart som beskrevs av Henry Clinton Fall 1910. Pogonocherus pictus ingår i släktet Pogonocherus och familjen långhorningar. Inga underarter finns listade i Catalogue of Life.